# Jamie Brittain
Jamie Brittain (Edinburgh, 14 augustus 1985) is een Schotse scenarioschrijver en acteur. Hij is bekend als mede-bedenker van het Britse tienerdrama Skins, dat hij samen met zijn vader Bryan Elsley bedacht.
- Bibsys: 12046550
- Bibliothèque nationale de France: cb15935500m (data)
- International Standard Name Identifier: 0000 0000 5493 0386
- Virtual International Authority File: 78796440